# Vrahové z močálů
Vrahové z močálů je označení britských sériových vrahů Iana Bradyho (2. ledna 1938 – 15. května 2017) a Myry Hindleyové (27. července 1942 – 15. listopadu 2002), kteří společně v 60. letech zavraždili minimálně 5 dětí. Jejich těla ukrývali v mělkých hrobech u močálů Saddleworth.

## Biografie
Ian Brady (vlastním jménem Ian Duncan Stewart) se narodil v roce 1938 ve skotském Glasgow. Jeho matka ho kvůli finančním problémům musela předat do náhradní rodiny. Ačkoliv byl nadaným studentem, ze školy odešel už v 15 letech. Už během puberty začal mít problémy s chováním a několikrát se ocitl před soudem, mimo jiné proto, že svou tehdejší přítelkyni ohrožoval vystřelovacím nožem. Po dalších problémech se zákonem se konečně usadil v Manchesteru a našel si práci. Ve volném čase rád četl, především literaturu o nacismu.
Myra Hindleyová se narodila v roce 1942 v Manchesteru. Její rodina se také potýkala s finančními problémy, které vyvrcholily po narození druhé dcery Maureen. Myra tak musela bydlet u babičky. V roce 1957 jí její blízký přítel Michael (13) vybídl, aby se s ním a dalšími dětmi šla koupat do místní nádrže. Myra nabídku odmítla a strávila odpoledne ve společnosti někoho jiného. Michael ten den utonul. Na Myru měla zpráva o jeho smrti zdrcující dopad. Jako dobrá plavkyně se domnívala, že by na místě mohla neštěstí zabránit. Uzavřela se do sebe, začala se zajímat o náboženství a stala se praktikující katoličkou. V 17 letech se zasnoubila, ale z jejího rozhodnutí ze svatby sešlo. O rok později se v zaměstnání seznámila s Bradym, který na ní udělal dojem tím, že o sebe velmi pečoval, jezdil na motorce a působil inteligentně. Brady Hindleyovou zasvětil do své fascinace nacismem. Společně se dále zajímali o pornografii, sadismus, kriminalistiku, zbraně atp. Jejich zájmy je postupně izolovaly od ostatních lidí.

## Vraždy
Brady se Hindleyové svěřil s tím, že plánuje vykrást banku. Jeho nápad se jí zamlouval a za tímto účelem začala trénovat střelbu a učila se řídit dodávku. K činu se však nikdy neodhodlali. V roce 1963 začal Brady místo o loupeži mluvit o spáchání dokonalé vraždy. Podle jeho plánu měl projíždět městem na motorce a světlem signalizovat Hidleyové v autě, když uvidí vhodnou oběť. 12. července 1963 se rozhodli svůj plán realizovat. První Bradym vybranou oběť Hindleyová minula s vysvětlením, že ji zná. Znala i Pauline Readovou (16), kterou Brady označil jako druhou, ale v jejím případě se rozhodla akci provést. Tato dívka byla starší a Hindleyová byla přesvědčená, že její zmizení nezpůsobí takový povyk. Dívku oslovila s tím, že u močálů Saddleworth ztratila drahou rukavici a potřebuje pomoct s jejím hledáním. Na místě se k nim připojil Brady, kterého Hindleyová představila jako svého přítele, který jim s hledáním pomůže. Brady odvedl Pauline z dohledu Hindleyové. Když se po chvíli vrátil sám, požádal jí o pomoc s odstraněním těla. Dovedl ji k Pauline, která byla podřezaná a její tělo neslo známky sexuálního napadení. Společně ji pohřbili za pomocí lopaty, kterou si na místě Brady dříve schoval.
Historku s rukavicí použila Hindleyová i při únosu Johna Kilbrida (12) ke kterému došlo 23. listopadu. Zatímco Hindleyová vyčkávala u vypůjčeného auta, Brady mimo jejího dohledu Kilbrida sexuálně napadl a poté se ho neúspěšně pokusil podříznout. Nakonec ho uškrtil. 16. června 1964 oslovili dvanáctiletého Keitha Bennetta s tím, že potřebují pomoct s nakládáním krabic do dodávky. Místo toho ho však odvezli na stejné místo jako předchozí dvě oběti. Tam ho Brady sexuálně napadl a uškrtil. Tělo opět zakopali pomocí ukryté lopaty. Hlavním podezřelým ze zmizení se stal Keithův nevlastní otec. 26. prosince 1964 se Brady s Hindleyovou vypravili do zábavního parku, kde si chtěli vyhlédnout nějaké osamělé dítě. Když si všimli Lesley Ann Downeyové (10), upustili před ní úmyslně tašku s nákupem a požádali ji, jestli by jim nepomohla odvézt věci domů. Tam ji donutili svléknout se a pózovat pro fotografie. Poté ji svázali, znásilnili a uškrtili. Hindleyová označila za vraha Bradyho, ten naopak později tvrdil, že Downeyovou zabila Hindleyová bez jeho pomoci. Tělo druhý den odvezli do močálů, kde ho pohřbili poblíž ostatních.

## Dopadení
Jejich zločiny vyšly najevo v roce 1965, kdy se Brady pokusil získat ke spolupráci švagra Hindleyové Davida Smithe (17). Smith byl již několikrát trestán a s Bradym si dobře rozuměl. Společně plánovali vyloupení banky či přepadení bohatého obchodníka. Hindleyové se jejich vztah nelíbil a místo s Bradym začala trávit čas se svou sestrou, Smithovou manželkou, Maureen. 6. října poslal Brady Hindleyovou, aby přivezla Smithe k nim domů pod záminkou nějaké práce. Brady Smithovi slíbil několik malých lahviček s alkoholem, které mu předal v kuchyni a vybídl ho, aby tam chvilku počkal, než donese zbytek z obývacího pokoje. Smith po chvilce uslyšel křik a Bradyho volání o pomoc. Když vešel do pokoje, uviděl Bradyho jak sekerou bije do hlavy Edwarda Evanse (17). Poté ho uškrtil kabelem. Pří útoku si Brady poranil kotník a proto Smithe požádal o pomoc s úklidem a odstraněním těla. Smith pomohl utřít krev, chvíli s nimi poseděl, aby nevzbudil podezření a poté Bradymu slíbil, že se pro tělo staví druhý den po obědě. Odjel domů, vzbudil Maureen a o vraždě jí řekl. Ozbrojeni šroubovákem a nožem se vydali do telefonní budky a vše ohlásili na policii. Brady byl druhý den zadržen přímo ve svém domě, kde bylo v zamčené místnosti objeveno Evansovo tělo.
Hindleyová byla zatčena až o čtyři dny později, což jí umožnilo zničit některé důkazy. Oba poté tvrdili, že k Evansově smrti došlo při vzájemné potyčce, která se jim vymkla z rukou. Z vraždy se snažili obvinit Smithe. Ten vše popřel a svým svědectvím nasměroval policii k úschovně zavazadel, kam Brady s Hindleyovou odvezli nějaký kufr, kterého se chtěli zbavit. Kufr se podařilo vypátrat. Obsahoval fotografie svázané dívky a několikaminutovou nahrávku jejího nářku. Podle hlasu z nahrávky poznala matka nezvěstnou Lesley Ann Downeyovou. Po objevení sešitu Johna Kilbrida v jejich domě je začala policie podezírat ze zodpovědnosti za zmizení několika dětí. Smith si vzpomněl, že se Brady při jednom z výletů do močálů zmínil o tom, že zrovna chodí po hrobech. Našly se také fotografie z močálů, na kterých si Hindleyová prohlížela zem. Smith nedokázal přesné místo určit, ale Patricia Hodgesová (11), která žila ve stejné čtvrti a s párem se přátelila, zavedla policii do oblasti, kde s nimi byla několikrát sbírat rašelinu. Na místě našla policie lidskou kost. Při průzkumu byla objevena těla Kilbrida a Downeyové.

## Další vývoj událostí
Proces začal za nebývalého zájmu veřejnosti v dubnu 1966 a trval 14 dní. Brady s Hindleyovou byli obžalováni ze 3 vražd. David Smith se stal korunním svědkem, ovšem jeho pozice byla silně otřesena ve chvíli, kdy doznal, že prodal práva na příběh týdeníku News of the World, který mu zároveň v průběhu procesu platil luxusní hotel. Brady i Hindleyová svou vinu popřeli. Brady pouze připustil, že Evanse v hádce udeřil sekerou bez úmyslu zabít ho. V případě Downeyové přiznali její únos a pořízení fotografií. Tvrdili však, že od nich odešla bez újmy. Za vraždy Evanse, Kilbrida a Downeyové byl Brady odsouzen k třem doživotním trestům. Hindleyová byla odsouzena na dvě doživotí za vraždy Evanse a Downeyové. Navíc dostala sedmiletý trest za krytí vraždy Kilbrida. Trest smrti byl zrušen v roce 1965 a oba se tak stali prvními sériovými vrahy, kteří nebyli popraveni. Brady i Hindleyová byli dále podezřelí ze zmizení Readové a Bennetta, ke kterým došlo na stejném místě a přibližně ve stejnou dobu. K těmto vraždám se Brady údajně doznal při rozhovoru s investigativním novinářem v roce 1985. Při následném výslechu však všechno popřel. V roce 1986 se Hindleyová v doprovodu 200 policistů vydala opět do močálů ve snaze označit oblast, kde mohla být pohřbena další dvě těla. Byla však natolik rozrušená, že nedokázala správné místo najít. Do močálů se s policií vydal ještě téhož roku i David Smith, ale ani on nijak nepomohl s posunem ve vyšetřování.

## Doznání
Hindleyová se poprvé doznala k podílu na všech pěti zločinech až v roce 1987. Popřela však, že by se přímo účastnila vražd a za motiv svého jednání označila vydírání ze strany Bradyho, který jí měl vyhrožovat zabitím její sestry. Plně očistila i Davida Smithe. Poté, co se dozvěděl o jejím doznání Brady, nabídl i on sám nové informace pod podmínkou, že mu bude umožněna sebevražda. Po pochopitelném zamítnutí jeho nabídky přestal s vyšetřovateli téměř spolupracovat. Ve stejném roce se Hindleyová vydala do močálů podruhé a na základě jí poskytnuté informace se po 100 dnech hledání podařilo objevit hrob Readové. I Brady byl během roku 1987 dvakrát zavezen na místo, kde měl pomoci s nalezením posledního těla, ale kvůli změnám v terénu se nedokázal dobře zorientovat. I přes další pokusy o nalezení Bennettova těla odborníky i laiky zůstává nadále nezvěstný. I přes zajištění důkazů o těchto dvou vraždách nemuseli Brady s Hindleyovou znovu před soud, jelikož už nemohli dostat vyšší trest.
Ian Brady byl už v roce 1985 diagnostikován jako psychopat trpící paranoidní schizofrenií, na základě čehož byl přesunut na uzavřené oddělení nemocnice v Ashworthu. Zde strávil 32 let a platil za problémového pacienta. V 90. letech držel protestní hladovku, kterou však tajně porušoval. Na rozdíl od Hindleyové nebojoval o své podmíněné propuštění a sám si přál, aby se nikdy nedostal na svobodu. Hindleyová v roce 2002 zemřela ve vězení na bronchopneumonii. V roce 2008 její právní zástupce prozradil, že při rozhovorech s ním svůj podíl přiznala a sama se považovala za tu horší z vraždícího páru, jelikož byla přímo zodpovědná za únosy. Jejich dům, kde došlo ke dvěma vraždám, byl stržen kvůli nechtěné publicitě. Brady zemřel v roce 2017 na selhání srdce způsobené chronickým onemocněním plic. Po jeho smrti se objevila informace, že po sobě zanechal dva zamčené kufry, ve kterých by mohly být informace o místě, kde je pohřbeno tělo Keitha Bennetta. Soudy však vydání této pozůstalosti vyšetřovatelům neumožnily.